# Hörgársveit
Hörgársveit es un municipio de Islandia. Se encuentra en la zona occidental de la región de Norðurland Eystra y en el condado de Eyjafjarðarsýsla. 

## Población y territorio
Tiene un área de 1.775 kilómetros cuadrados. Su población es de 1.025 habitantes, según el censo de 2011, para una densidad de 0,57 habitantes por kilómetro cuadrado. Sus mayores centros urbanos son Hrafnagil y Öngulsstaðir.